# Петрозаводське
Петрозаводське (рос. Петрозаводское) — селище Черняховського району, Калінінградської області Росії. Входить до складу Черняховського міського поселення.
Населення —  21 особа (2015 рік). 

## Населення
| 2002 | 2010 |
| ---- | ---- |
| 31   | ↘21  |